# A. Philip Randolph
Asa Philip Randolph (15 mei 1889 – 16 mei 1979) was een Amerikaans vakbondsleider en burgerrechten activist. 
Als oprichter van de Brotherhood of Sleeping Car Porters, de eerste succesvolle vakbond geleid door Afro-Amerikanen, was Randolph een toonaangevend figuur in de arbeidersbeweging en de vroege Afro-Amerikaanse burgerrechtenbeweging. Als activist zorgde hij ervoor dat president Franklin Delano Roosevelt discriminatie verbood in de oorlogsindustrie tijdens de Eerste Wereldoorlog. Onder president Harry S. Truman sloegen Randolph en anderen erin om andere burgerrechten, zoals eerlijk werk en antidiscriminatiebeleid in de overheid, af te dwingen. In de jaren 1920 was Randolph vergeefs socialistisch kandidaat in een verkiezing in New York, waarna hij zich opnieuw toelegde op syndicale organisatie onder zwarte Amerikanen. In 1963 nog organiseerde Randolph de Mars naar Washington, waarop Martin Luther King zijn "I have a dream"-toespraak hield.
- Bibliothèque nationale de France: cb123775621 (data)
- Gemeinsame Normdatei: 118968807
- International Standard Name Identifier: 0000 0001 2130 6947
- Library of Congress Control Number: n50053913
- MusicBrainz: 99c566c5-cf93-4ea6-a003-45f29a3439f1
- Nationale Bibliotheek van Tsjechië: xx0265865
- Nationale bibliotheek van Australië: 35441560
- Nationale Bibliotheek van Israël: 987007456427805171
- Nationale Bibliotheek van Polen: a0000003566754
- Nederlandse Thesaurus van Auteursnamen: 071042717
- SNAC: w6jj4bwm
- Système universitaire de documentation: 032820461
- Trove: 954041
- Virtual International Authority File: 45101823
- WorldCat: E39PBJmdpCXwFhKkp688qMCmh3